# Zimowy Olimpijski Festiwal Młodzieży Europy 1997
III Zimowy Olimpijski Festiwal Młodzieży Europy – czwarta zimowa edycja olimpijskiego festiwalu młodzieży Europy, odbywająca się w dniach 7–13 lutego 1997 r. w szwedzkim mieście Sundsvall. W zawodach wzięło udział 991 uczestników z 41 państw.

## Konkurencje
- biathlon (wyniki)
- biegi narciarskie (wyniki)
- hokej na lodzie (wyniki)
- łyżwiarstwo figurowe (wyniki)
- łyżwiarstwo szybkie (wyniki)
- narciarstwo alpejskie (wyniki)
- short track (wyniki)

## Wyniki

### Biathlon
| Konkurencja              | Złoto                                                                                    | Srebro                                                                   | Brąz                                                              |
| ------------------------ | ---------------------------------------------------------------------------------------- | ------------------------------------------------------------------------ | ----------------------------------------------------------------- |
| sprint (6 km) dziewcząt  | Irina Fomina                                                                             | Nina Wilhelmsson                                                         | Aleksandra Lanišek                                                |
| sprint (7,5 km) chłopców | Hans Gjedrem                                                                             | Jaroslav Vávra                                                           | Timur Nurmijew                                                    |
| sztafeta mieszana        | Rosja Aleksiej Sokołow · Jekatierina Utoczkina · Siergiej Wotinow · Ludmiła Skorochodowa | Włochy Stefan Kasslatter · Romina Demetz · Klaus Höllrigl · Yvonne Ponza | Słowacja Roman Reguly · Z. Jasová · Marcel Timko · K. Valencinová |

### Biegi narciarskie
| Konkurencja                        | Złoto                                                                | Srebro                                                                         | Brąz                                                                      |
| ---------------------------------- | -------------------------------------------------------------------- | ------------------------------------------------------------------------------ | ------------------------------------------------------------------------- |
| 7,5 km stylem klasycznym dziewcząt | Lina Andersson                                                       | Irina Iwanowa                                                                  | Marit Bjørgen                                                             |
| 7,5 stylem dowolnym dziewcząt      | Lina Andersson                                                       | Jana Svobodová                                                                 | Natalja Moriłowa                                                          |
| 10 km stylem klasycznym chłopców   | Siergiej Nowikow                                                     | Reijo Nykänen                                                                  | Władimir Tokarew                                                          |
| 10 km stylem dowolnym chłopców     | Maksim Odnodworcew                                                   | Siergiej Nowikow                                                               | Johan Olsson                                                              |
| sztafeta mieszana                  | Szwecja S. Enkvist · Lina Andersson · Mathias Almgren · Johan Olsson | Rosja Irina Iwanowa · Natalja Moriłowa · Siergiej Nowikow · Maksim Odnodworcew | Czechy Tereza Tichotová · Jana Svobodová · Michal Ondráček · Oldřich Hakl |

### Hokej na lodzie
| Złoto | Srebro  | Brąz      |
| ----- | ------- | --------- |
| Rosja | Szwecja | Finlandia |

### Łyżwiarstwo figurowe
| Konkurencja     | Złoto                           | Srebro                            | Brąz                                    |
| --------------- | ------------------------------- | --------------------------------- | --------------------------------------- |
| soliści         | Jewgienij Pluszczenko           | Wachtang Murwanidze               | Ołeksandr Smokwin                       |
| solistki        | Julija Sołdatowa                | Julia Lautowa                     | Gwenaëlle Jullien                       |
| tańce na lodzie | Federica Faiella i Luciano Milo | Melanie Espejo i Michael Zenezini | Eliane Hugentobler i Daniel Hugentobler |

### Łyżwiarstwo szybkie
| Konkurencja      | Złoto            | Srebro            | Brąz                  |
| ---------------- | ---------------- | ----------------- | --------------------- |
| 500 m dziewcząt  | Wieteke Cramer   | Helen van Goozen  | Daniela Niederstatter |
| 1000 m dziewcząt | Helen van Goozen | Wieteke Cramer    | Andrea Jakab          |
| 500 m chłopców   | Eric Zachrisson  | Siergiej Batiatin | Marcin Gralla         |
| 1000 m chłopców  | Eric Zachrisson  | Marcin Gralla     | Auke Kranenborg       |

### Narciarstwo alpejskie
| Konkurencja                 | Złoto             | Srebro              | Brąz                 |
| --------------------------- | ----------------- | ------------------- | -------------------- |
| slalom dziewcząt            | Sandra Lochmatter | Anja Pärson         | Sara Fill            |
| slalom równoległy dziewcząt | Denise Karbon     | Ingrid Rumpfhuber   | Dagmara Krzyżyńska   |
| gigant dziewcząt            | Anja Pärson       | Katja Wirth         | Sabrina Schernthaner |
| slalom chłopców             | Björn Selander    | Alexandre Anselment | Christoph Alster     |
| slalom równoległy chłopców  | Manfred Gruber    | Christian Hainz     | Freddy Rech          |
| gigant chłopców             | Christian Hainz   | Anders Nilsson      | Daniel Rienda        |

### Short track
| Konkurencja       | Złoto                                                                      | Srebro                                                                          | Brąz                                                                                |
| ----------------- | -------------------------------------------------------------------------- | ------------------------------------------------------------------------------- | ----------------------------------------------------------------------------------- |
| 500 m dziewcząt   | Marta Capurso                                                              | Katia Zini                                                                      | Joanna Williams                                                                     |
| 1000 m dziewcząt  | Marta Capurso                                                              | Katia Zini                                                                      | Daniëlle Molendijk                                                                  |
| 500 m chłopców    | Simone Rodigari                                                            | Nicola Rodigari                                                                 | Marek Hauptmann                                                                     |
| 1000 m chłopców   | Sebastian Praus                                                            | Marek Hauptmann                                                                 | Cees Juffermans                                                                     |
| sztafeta mieszana | Francja Sylvain Thomas · Luc Brigatti · Stéphanie Bouvier · Theodora Olivi | Rosja Jewgienij Krasnocwietow · Iłdous Kiłdiarow · E. Morozowa · Natalja Reimer | Ukraina Serhij Momsik · Wołodymyr Hryhorjew · Julija Sołdatenkowa · I. Kałynyczenko |

## Klasyfikacja medalowa
| L.p.  | Państwo         |    |    |    | Razem |
| ----- | --------------- | -- | -- | -- | ----- |
| 1.    | Rosja           | 7  | 5  | 3  | 15    |
| 2.    | Szwecja         | 7  | 4  | 1  | 12    |
| 3.    | Włochy          | 6  | 5  | 2  | 13    |
| 4.    | Holandia        | 2  | 3  | 3  | 8     |
| 5.    | Austria         | 1  | 3  | 2  | 3     |
| 6.    | Francja         | 1  | 2  | 2  | 5     |
| 7.    | Niemcy          | 1  | 1  | 1  | 3     |
| 8.    | Szwajcaria      | 1  | 0  | 2  | 3     |
| 9.    | Norwegia        | 1  | 0  | 1  | 2     |
| 10.   | Czechy          | 0  | 2  | 1  | 3     |
| 11.   | Finlandia       | 0  | 1  | 1  | 2     |
| 11.   | Polska          | 0  | 1  | 1  | 2     |
| 13.   | Gruzja          | 0  | 1  | 0  | 1     |
| 14.   | Ukraina         | 0  | 0  | 2  | 2     |
| 15.   | Hiszpania       | 0  | 0  | 1  | 1     |
| 15.   | Rumunia         | 0  | 0  | 1  | 1     |
| 15.   | Słowacja        | 0  | 0  | 1  | 1     |
| 15.   | Słowenia        | 0  | 0  | 1  | 1     |
| 15.   | Wielka Brytania | 0  | 0  | 1  | 1     |
| Total | Total           | 27 | 27 | 27 | 81    |